# Marcus Popp
Marcus Popp (* 23. September 1981 in Flöha) ist ein ehemaliger deutscher Volleyball-Nationalspieler. Er war auch im Beachvolleyball aktiv.

## Karriere Halle

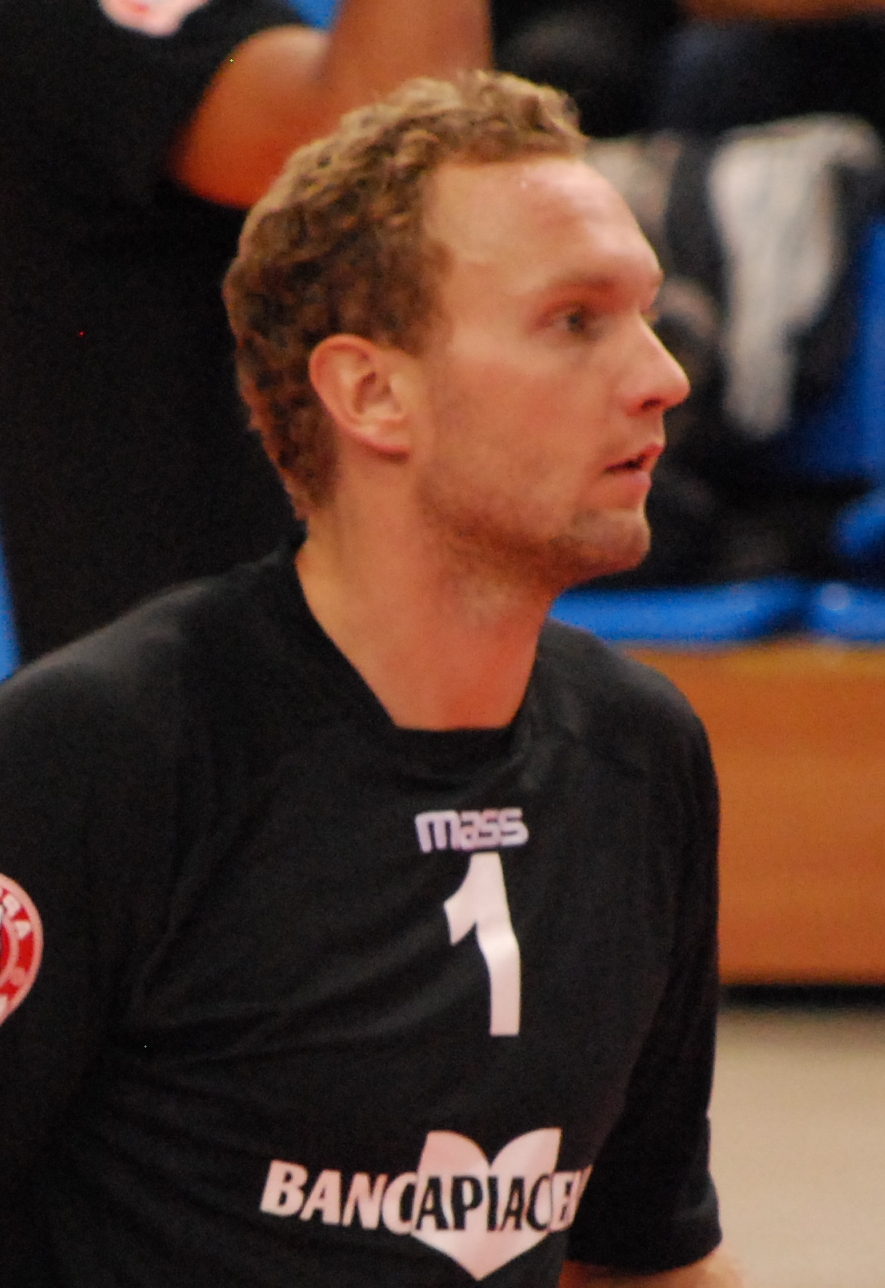
Marcus Popp 2011 in Italien

Marcus Popp lebte im Alter von sieben bis 14 Jahren in Frankreich und begann seine Laufbahn beim französischen Zweitligisten AS Messine Paris. Nach der Rückkehr spielte er zunächst in seiner sächsischen Heimat beim TSV Flöha. Vom später folgenden PSV Chemnitz wechselte er schließlich zum Bundesligisten VV Leipzig. 2003 kam er zum VfB Friedrichshafen, mit dem er ein Jahr später den DVV-Pokal gewann und 2005 das Double schaffte. Während seiner Zeit beim VfB wurde er auch erstmals für die A-Nationalmannschaft nominiert. Anschließend ging er nach Italien. Mit dem Zweitligisten Taviano gewann er in der Saison 2005/06 den Pokal der Zweiten Liga. Von 2006 bis 2008 spielte er bei Gabeca Montichiari. Bei der WM in Japan erreichte Marcus Popp mit der Nationalmannschaft den neunten Rang, bei der EM 2007 in Russland reichte es zum fünften Rang und bei den Olympischen Spielen in Peking im August 2008 wurde es wieder Platz neun. Danach wechselte er zu Marmi Lanza Verona, 2009 zu Volley Forlì, 2010 zu Copra Piacenza und 2011 erneut zu Marmi Lanza Verona. 2012 ging Popp zur französischen Spitzenmannschaft Tours VB, mit der er 2013 den Französischen Pokal und die Meisterschaft gewann. 2013/14 spielte Popp in der Türkei bei Maliye Milli Piyango Ankara. 2015 spielte er beim UPCN Voley Club im argentinischen San Juan, mit dem er die südamerikanische Klubmeisterschaft und die argentinische Meisterschaft gewann. 2016 hatte Popp in der Türkei ein kurzes Engagement bei Belediye Plevne Tokat.

## Karriere Beach

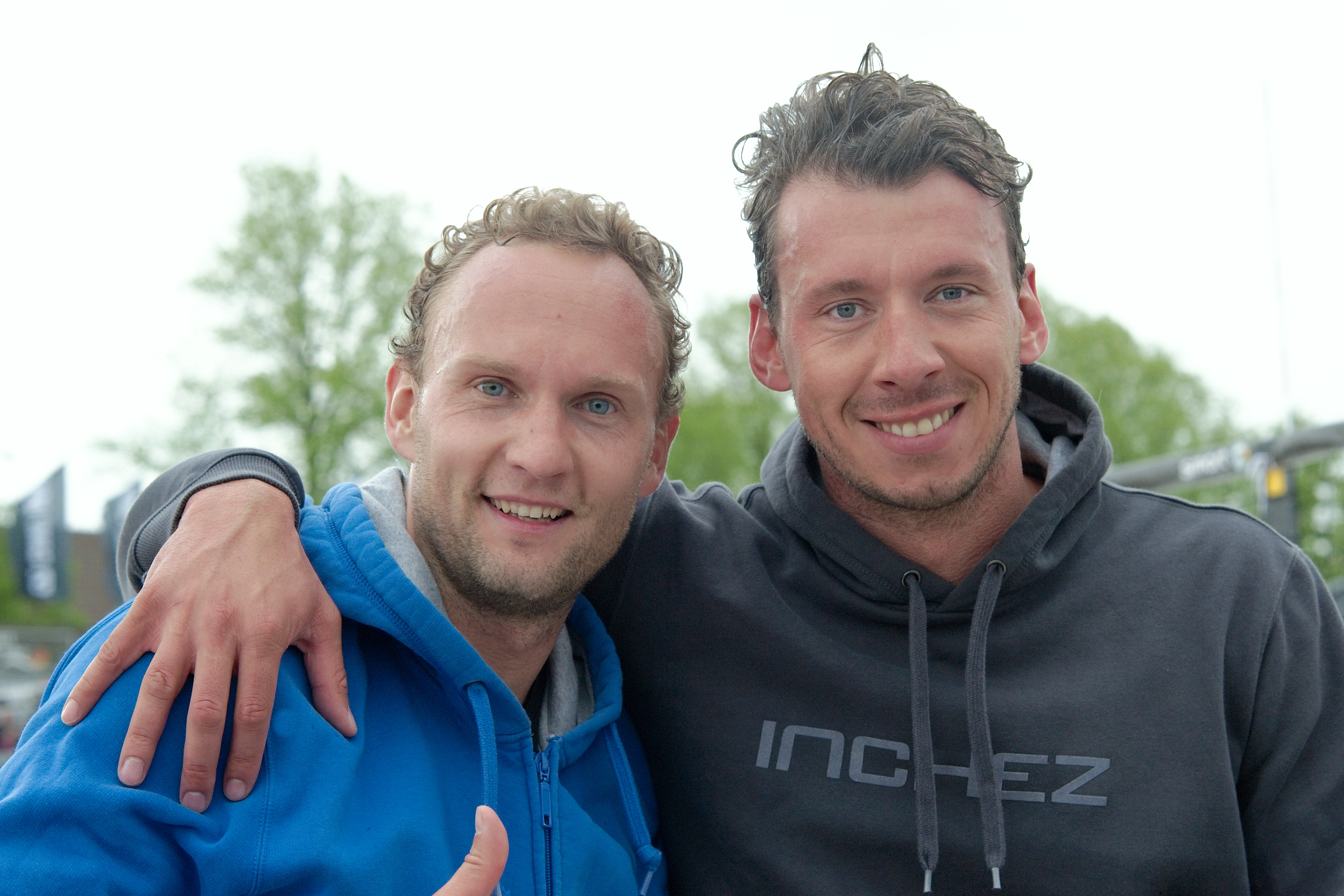
Marcus Popp (links) 2015 mit Partner Björn Andrae bei der Smart Beach Tour in Münster.

Popp spielte auch viele Jahre im Beachvolleyball. Mit seinem Partner Eric Koreng erreichte er 2003 das Finale der U23-Weltmeisterschaft. 2005 erreichte er mit Kay Matysik den dritten Rang bei der deutschen Meisterschaft in Timmendorfer Strand. Im folgenden Jahr bestritt er mit Manuel Rieke nur noch zwei Turniere der deutschen Serie und das Duo gewann sowohl in Binz als auch in Sankt Peter-Ording. Bei letzterem Turnier trat Popp 2007 nochmal mit Björn Andrae, seinem Mitspieler aus der Hallen-Nationalmannschaft, an. 2009 wurde das Duo Andrae/Popp sogar deutscher Vizemeister. Mit Sebastian Dollinger belegte Popp 2014 beim FIVB Grand Slam in São Paulo den fünften Platz.
Nach Partnerschaften mit Alexander Walkenhorst, Manuel Lohmann und Eric Stadie beendete Popp 2019 nach seiner zwölften deutschen Meisterschaft (Platz fünf mit Milan Sievers) seine lange Karriere.